# Турусин, Анатолий Афанасьевич
Анатолий Афанасьевич Турусин (8 мая 1939, Нижнеудинск — 21 февраля 2022, Иркутск) — советский и российский политический деятель, народный депутат РСФСР (1990—1993), депутат Государственной Думы ФС РФ первого (1993—1995) и второго созыва (1995—1999).

## Биография
В 1957 году окончил водительские курсы, до 1961 года работал в колхозе имени Ленина в селе Солонцы Иркутской области. В 1966 году получил высшее образование по специальности «инженер-механник» на факультете механизации Иркутского сельскохозяйственного института. В 1966—1968 году работал в колхозе имени Ленина заведующим мастерскими, главным инженером. С 1968 по 1971 год работал в Нижнеудинском сельхозуправлении главным инженером гостехнадзора. С 1973 по 1986 год работал председателем колхоза «Путь к коммунизму». С 1986 года работал вторым секретарём Нижнеудинского городского комитета КПСС. С 1988 года — председатель Нижнеудинского районного исполкома. В 1990 году избран народным депутатом РСФСР. С 1992 года — глава администрации Нижнеудинского района Иркутской области.
В 1993 году избран депутатом Государственной думы Федерального Собрания Российской Федерации первого созыва от Тулунского одномандатного избирательного округа № 84 (Иркутская область). В Государственной думе был членом комитета по природным ресурсам и природопользованию, входил во фракцию Аграрной партии России.
В 1995 году избран депутатом Государственной думы Федерального Собрания Российской Федерации второго созыва от Тулунского одномандатного избирательного округа № 83. В Государственной думе был заместителем председателя комитета по природным ресурсам и природопользованию, входил в Аграрную депутатскую группу.
В 2019 году — председатель Иркутского областного отделения Российского общественного благотворительного фонда ветеранов (пенсионеров) войны, труда и Вооруженных Сил.
Умер 21 февраля 2022 года.

## Законотворческая деятельность
За время исполнения полномочий депутата Государственной думы I и II созыва, с 1993 по 1999 год, выступил соавтором 17 законодательных инициатив и поправок к проектам федеральных законов.